# ЯМЗ-770
ЯМЗ-770 — семейство перспективных тяжёлых рядных 6-цилиндровых дизельных двигателей рабочим объёмом 12,42 л. производства ОАО «Автодизель» (Ярославский моторный завод), входящего в состав «Группы ГАЗ». Предназначен для тяжёлой транспортной, строительной, сельскохозяйственной и карьерной техники.
Модификация ЯМЗ-780 предназначена для установки на военную технику. Данная версия снабжена шестерёнчатым приводом агрегатов и дублированной системой управления двигателем, а также является многотопливной.

## Разработка
Первые прототипы нового двигателя были продемонстрированы в 2018 году. По состоянию на 2023 год велась подготовка к серийному производству, запуск которого ожидался к 2025 году